# Moritz Wilhelm von der Asseburg (der Jüngere)
Moritz Wilhelm von der Asseburg (* 31. März 1756 in Magdeburg; † 19. November 1811) war ein preußischer Kommunalpolitiker und Geheimer Kriegsrat.

## Leben

### Familie
Moritz Wilhelm von der Asseburg entstammte dem Adelsgeschlecht von der Asseburg und war der älteste Sohn des gleichnamigen späteren Generalmajors Moritz Wilhelm von der Asseburg und dessen Ehefrau Ehrentraut Dorothee Magdalene von Junge (* 16. August 1722; † 21. Juli 1801); er hatte noch vier Geschwister.
Aufgrund der späten Hochzeit seines Vaters wurden er und seine Geschwister unehelich geboren und hatten keinerlei Erbansprüche.
1796 heiratete er Luise Henriette Sophie (geb. Hertel) († 1844); gemeinsam hatten sie drei Kinder.

## Leben
Moritz Wilhelm von der Asseburg erhielt seinen ersten Unterricht, gemeinsam mit seinem Bruder, durch Hauslehrer. 1771 kam er mit seinem Bruder an die Klosterschule Kloster Berge und blieb dort bis 1774; zu seinen Lehrern gehörte unter anderem der spätere Oberbergrat Bernhard Friedrich Mönnich, Rudolph Heinrich (Wilhelm) Zobel (1734–1775), Johann Christoph Friedrich Schmit (1744–1814) und Johann Christoph Krause.
Er immatrikulierte sich 1774 zu einem Studium der Rechtswissenschaften an der Universität Halle und hörte dort die Vorlesungen über deutsche Reichsgeschichte, Staats-, Privat-, kanonisches und Lehnsrecht sowie Statistik bei Philipp Ernst Bertram, über die Pandekten bei Ernst Christian Westphal und zum Peinlichen Recht bei Daniel Nettelbladt, der ihn auch privat über die juristische Literatur unterrichtete; 1777 kehrte er nach Magdeburg zurück.
Nach einem Gesuch seines Vaters legte er am 16. März 1778 seine erste Prüfung ab und wurde am 29. Mai 1778 als Referendar bei der Magdeburger Regierung und beim Konsistorium angestellt.
Nach dem Tod seines Vaters konnte er aus finanziellen Gründen seine Karriere nicht fortsetzen und nahm 1786 das Amt des zweiten Bürgermeisters und des Kämmerers in Staßfurt an. Am 3. Juli 1787 erfolgte seine Verpflichtung im Magistrat und im gleichen Jahr wurde er Besitzer einer halben Salzkotte und zum Salzgrafen ernannt.
Seit 1795 amtierte er als alleiniger Bürgermeister, nachdem Carl Wilhelm von Willisen (1751–1807), der Vater des gleichnamigen späteren Generalleutnants, seinen Posten aufgegeben hatte.
Er erhielt aufgrund seiner verschiedenen Ämter ein Jahreseinkommen von 213 Talern und strebte das Amt des Steuerrats an; hierzu bat er Ende 1798 um die Zulassung zum Rigorosum. In Anwesenheit des Ministers Dietrich von Werder erfolgte am 18. Mai 1799 die Prüfung, die jedoch mit einem mäßigen Ergebnis ausfiel, weil ihm theoretische und praktische Kenntnisse fehlten. Um sich diese anzueignen, wurde er Assessor bei der Kriegs- und Domänenkammer in Magdeburg.
Am 19. Januar 1805 erfolgte seine Bestellung, als Nachfolger von Johann Michael Hintz (1733–1805), zum Steuerrat für den Jerichowschen Kreis und den Ziesarschen Kreis; später erfolgte seine Ernennung zum Geheimen Kriegsrat.